# Service public d'assainissement non collectif
En France, le service public d'assainissement non collectif (SPANC) est chargé du contrôle de tous les systèmes d'assainissement effectuant la collecte, le traitement, l'épuration, l'infiltration ou le rejet des eaux usées domestiques des habitations non raccordées au réseau d'assainissement collectif. L'obligation des contrôles est imposée par la loi sur l'eau et les milieux aquatiques du 30 décembre 2006. 
Le service est défini dans le code général des collectivités territoriales (article
s L. 2224-7 et suivants).

## Les contrôles du SPANC[1]
Il existe différents types de contrôles du SPANC.

### Le contrôle de l'assainissement non collectif
Ce contrôle est obligatoire et doit être fait tous les 10 ans maximum. Certaines collectivités locales peuvent exiger un délai plus court entre chaque contrôle.

### Le contrôle de conformité
Ce contrôle est obligatoire et doit être fait avant une réhabilitation d'un système d'assainissement. Le SPANC donne son accord après avoir vérifié la conformité du projet avec la réglementation. 

### Le contrôle de bon achèvement
Ce contrôle obligatoire doit être fait après les travaux d'assainissement afin de vérifier que le projet de réhabilitation répond effectivement aux normes de conformité. Il va donc de pair avec le contrôle de conformité.

### Diagnostic d'assainissement non collectif
Ce contrôle est obligatoire pour la vente d'un bien immobilier et est à la charge du vendeur. Le diagnostic doit faire état des installations d'assainissement et doit dater de moins de 3 ans pour la vente. Si le diagnostic doit être fait pour permettre à l'acheteur d'acquérir un bien en tout état de cause, rien n'oblige le vendeur à remettre son système d'assainissement en norme avant la vente. 

## Historique
La loi sur l'eau du 3 janvier 1992 impose aux collectivités la création d’un service public d’assainissement non collectif au plus tard le 31 décembre 2005.